# Budynek Urzędu Miejskiego w Bytomiu
Budynek Urzędu Miejskiego w Bytomiu – budynek użyteczności publicznej wzniesiony w latach 1915–1916 w Bytomiu, wpisany do rejestru zabytków nieruchomych województwa śląskiego; pierwotnie siedziba sądu cywilnego.

## Historia
Projekt nowego gmachu sądu powstał w 1913 roku, jego autor nie jest znany. Roboty budowlane trwały od 1915 do 1916 roku. Po wybudowaniu tegoż gmachu w starym budynku sądu znalazły się izby karne sądu powiatowego i odwoławczego, natomiast w nowym obiekcie od 1916 roku urządzono sąd cywilny, który działał do 1945 roku. Budynek po II wojnie światowej był nieużytkowany do 1947 roku, kiedy to rozpoczęto jego remont. Posłużył następnie jako obiekt administracyjny Zjednoczenia Fabryki Maszyn in Sprzętu Górniczego. Kolejnym użytkownikiem była Miejska Rada Narodowa od lat 60. XX wieku, a następnie Urząd Miejski i Rada Gminy. Na przełomie lat 60. i 70. XX wieku wzniesiono dobudówkę z salą sesyjną oraz pomieszczeniami biurowymi w tylnej części budynku. Około 2014 roku do jednego z ryzalitów dobudowano z zewnątrz windę.
6 marca 2018 roku budynek został wpisany do rejestru zabytków nieruchomych województwa śląskiego pod numerem A/498/2018.

## Architektura
Gmach wzniesiono na skraju parku miejskiego w stylu eklektyzmu z elementami modernizmu. Nawiązuje formalnie do klasycystycznych i barokowych rezydencji. Budynek na symetrycznym rzucie prostokąta, trzykondygnacyjny, z dwoma bocznymi ryzalitami, podpiwniczony, z nieużytkowym poddaszem i dwoma wewnętrznymi dziedzińcami. Na każdej z kondygnacji znajdują się hole połączone reprezentacyjną klatką schodową. Środkowy ryzalit jest pięcioosiowy, wieńczy go trójkątny przyczółek (tympanon). Główne wejście znajduje się pośrodku budynku w osi fasady, którą podkreśla balkon i wieżyczka ze zwieńczeniem. Z tyłu do budynku przylega żelbetowa przeszklona dobudówka. Przed fasadą znajduje się plac Georga Brunninga z fontanną. 

## Galeria

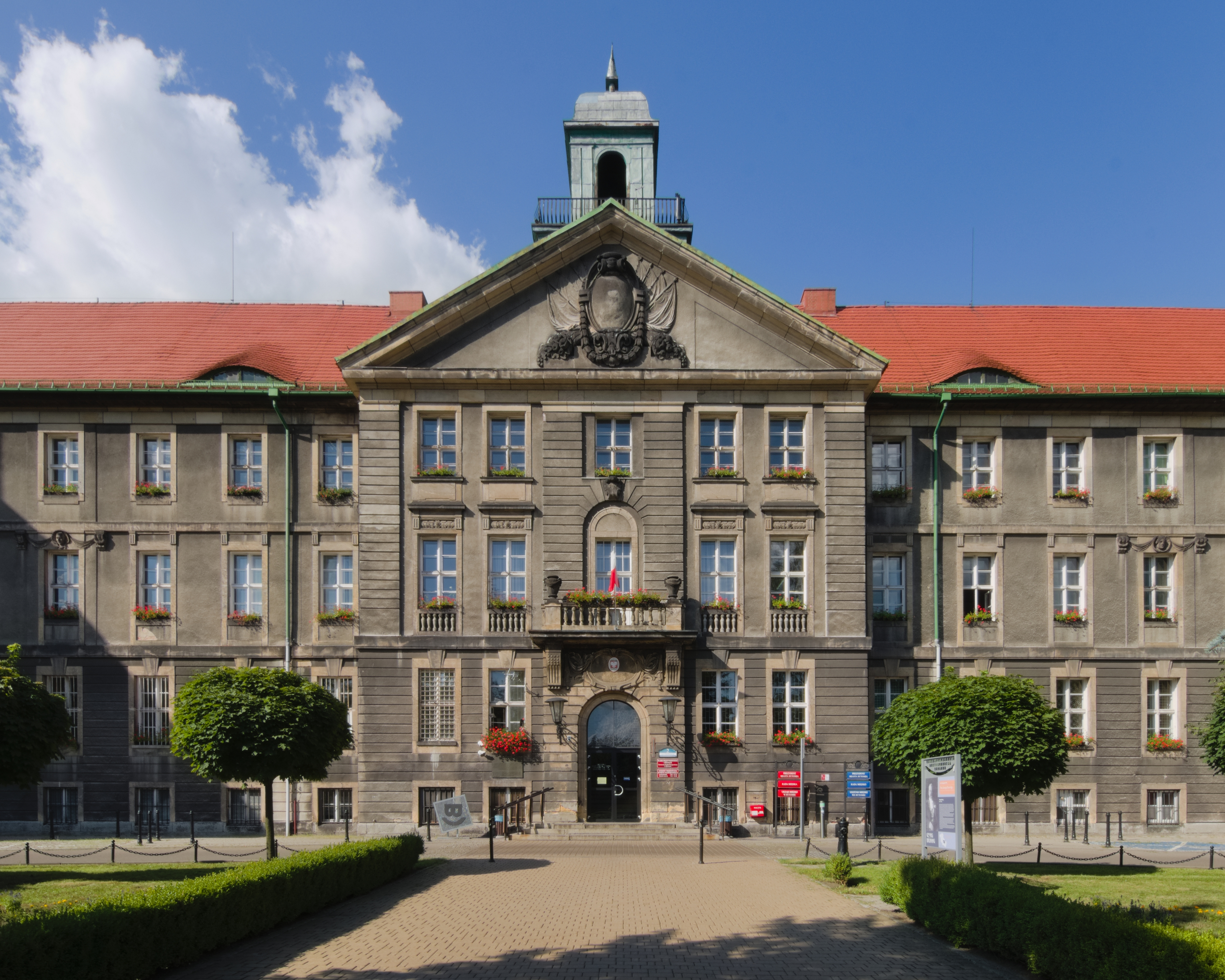
Ryzalit środkowy (2022)
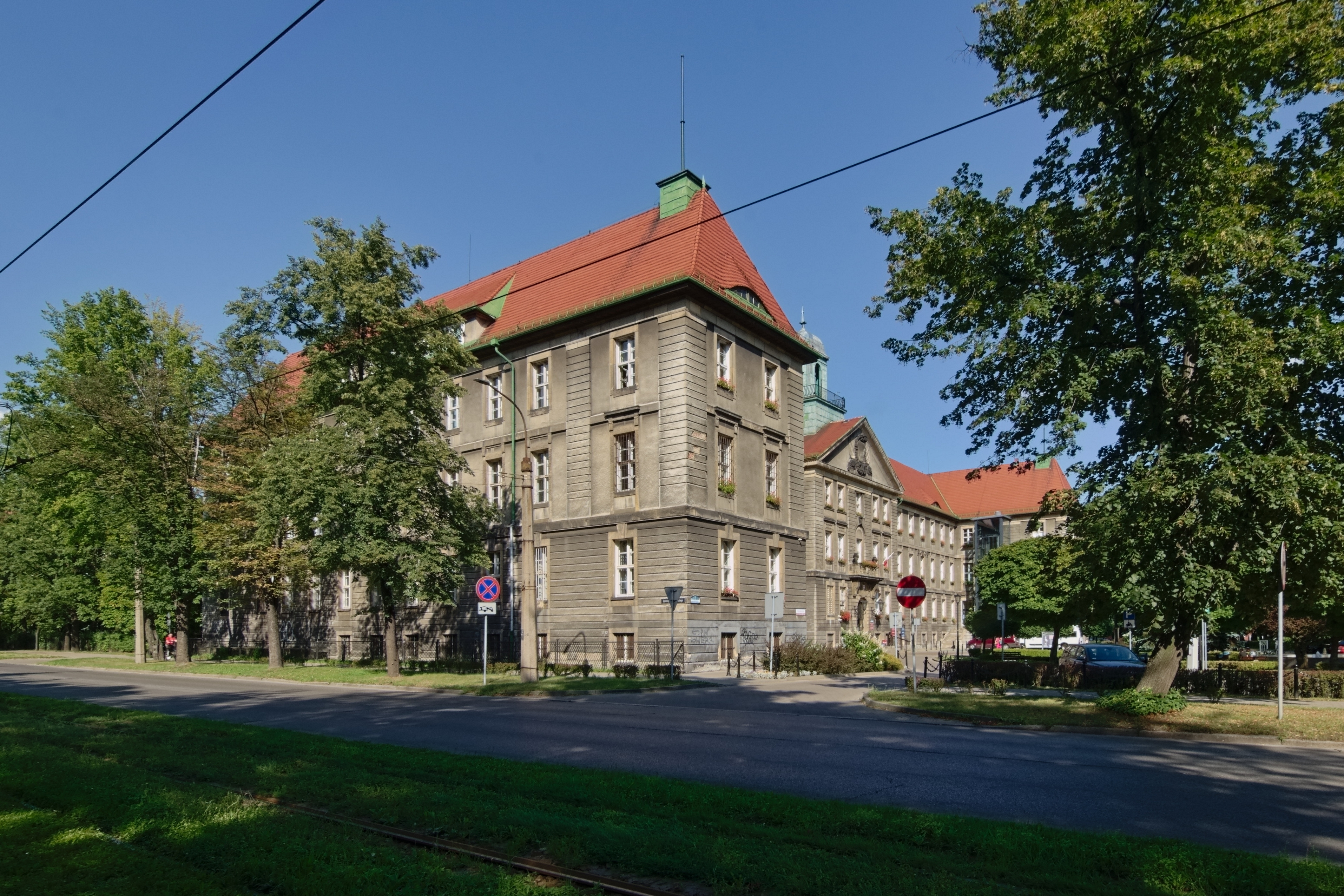
Widok z zachodu (2022)
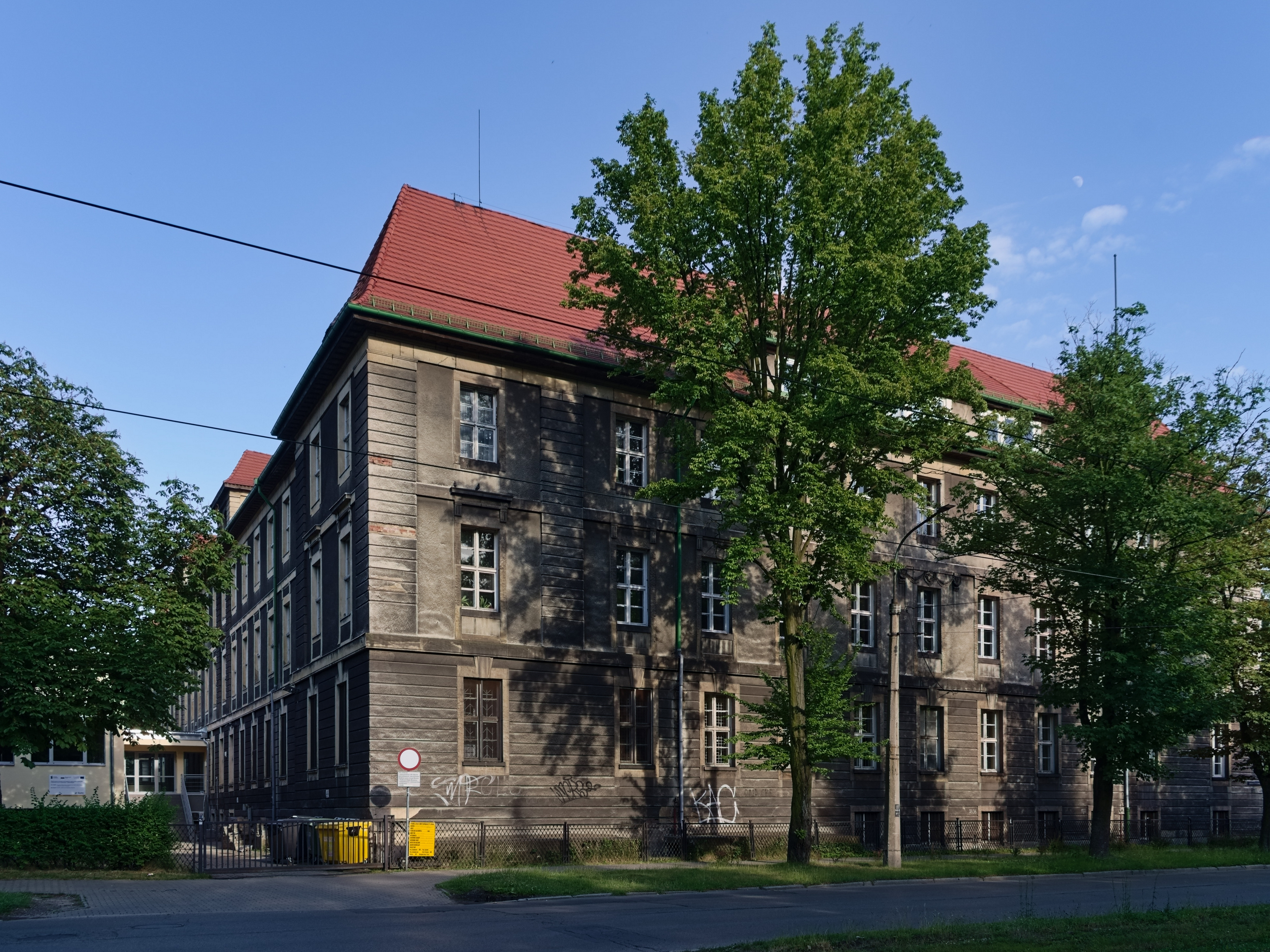
Widok z północnego zachodu (2023)
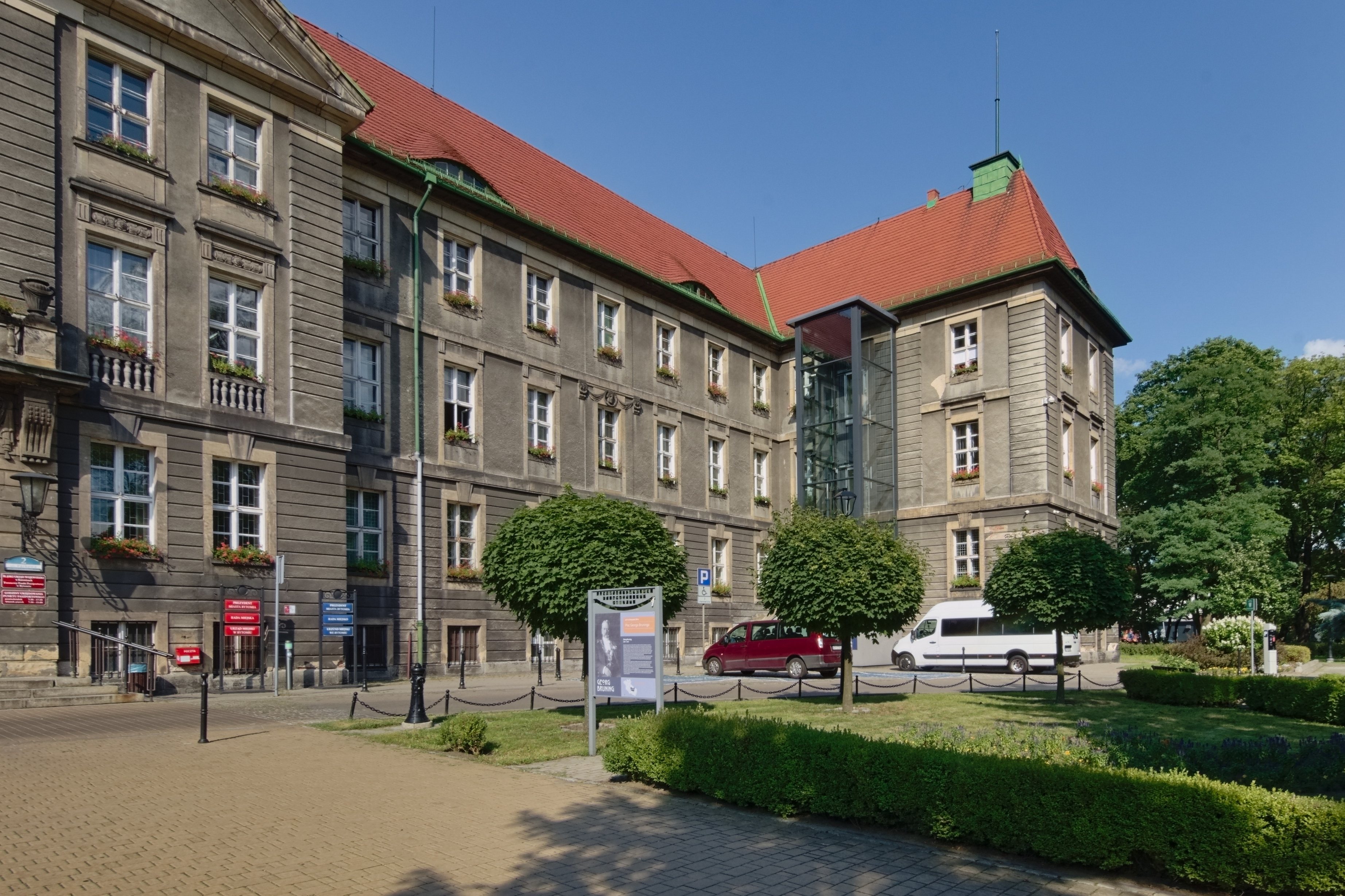
Fasada i ryzalit wschodni (2022)
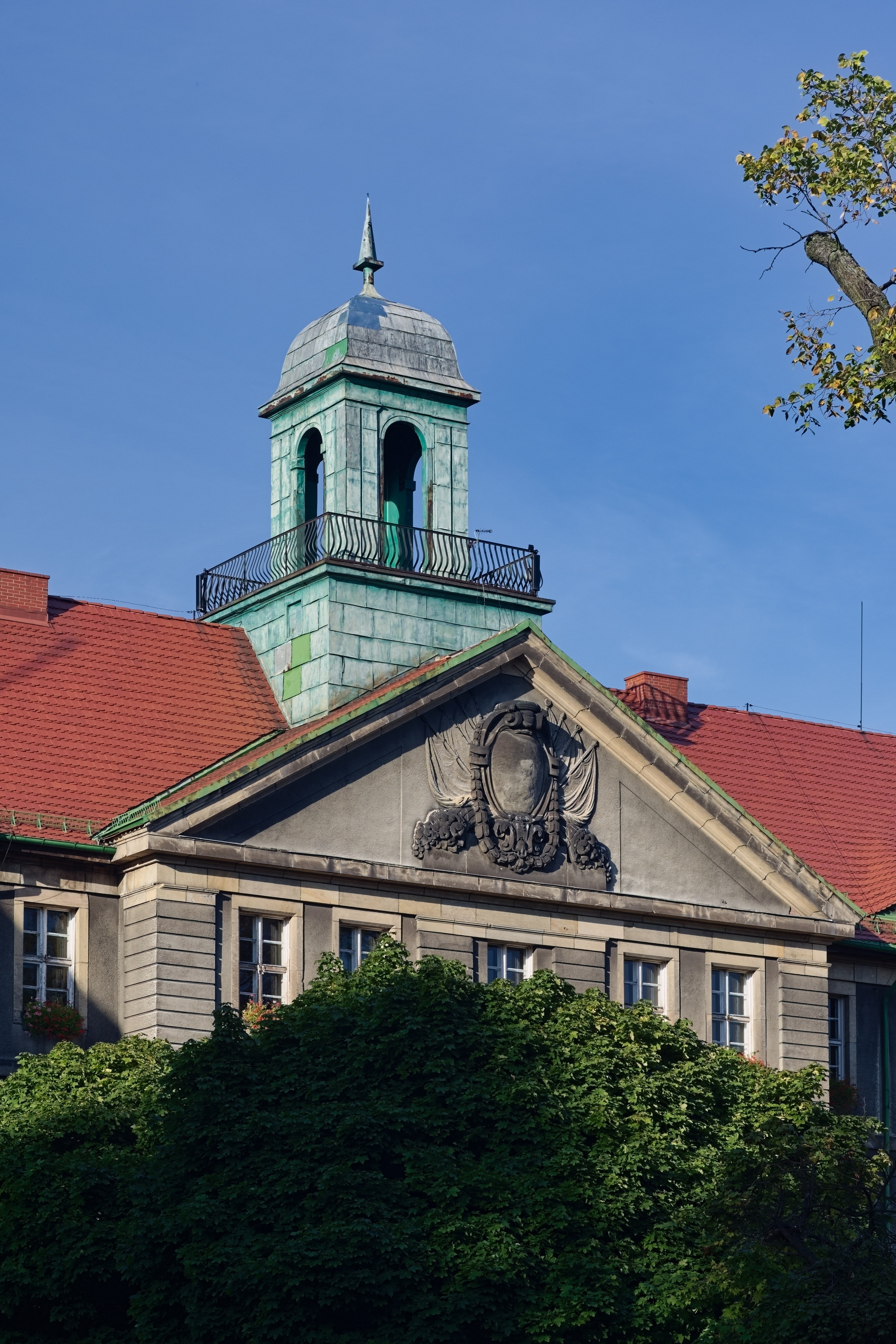
Wieżyczka (2022)
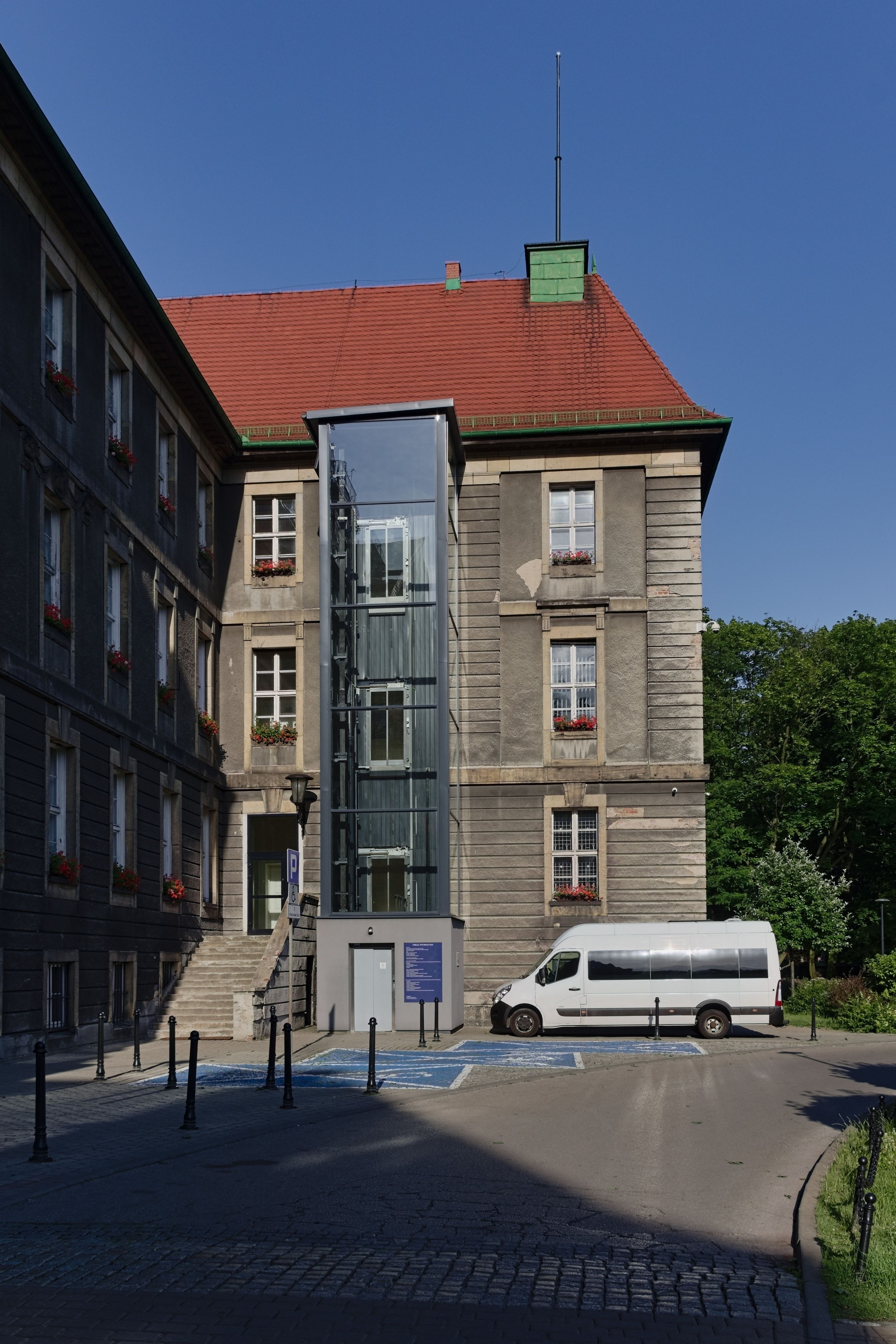
Zewnętrzna winda (2023)
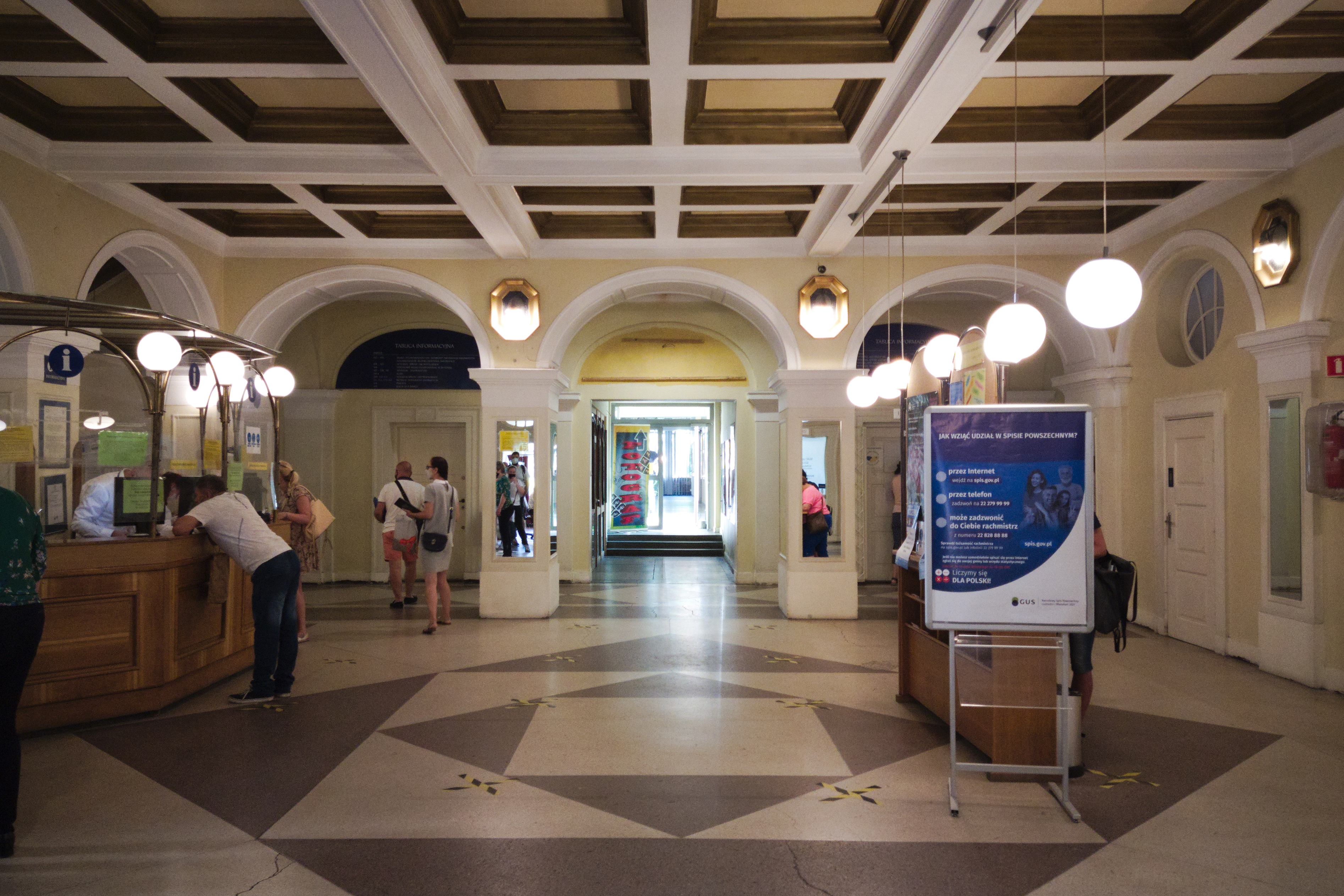
Hol na parterze (2021)
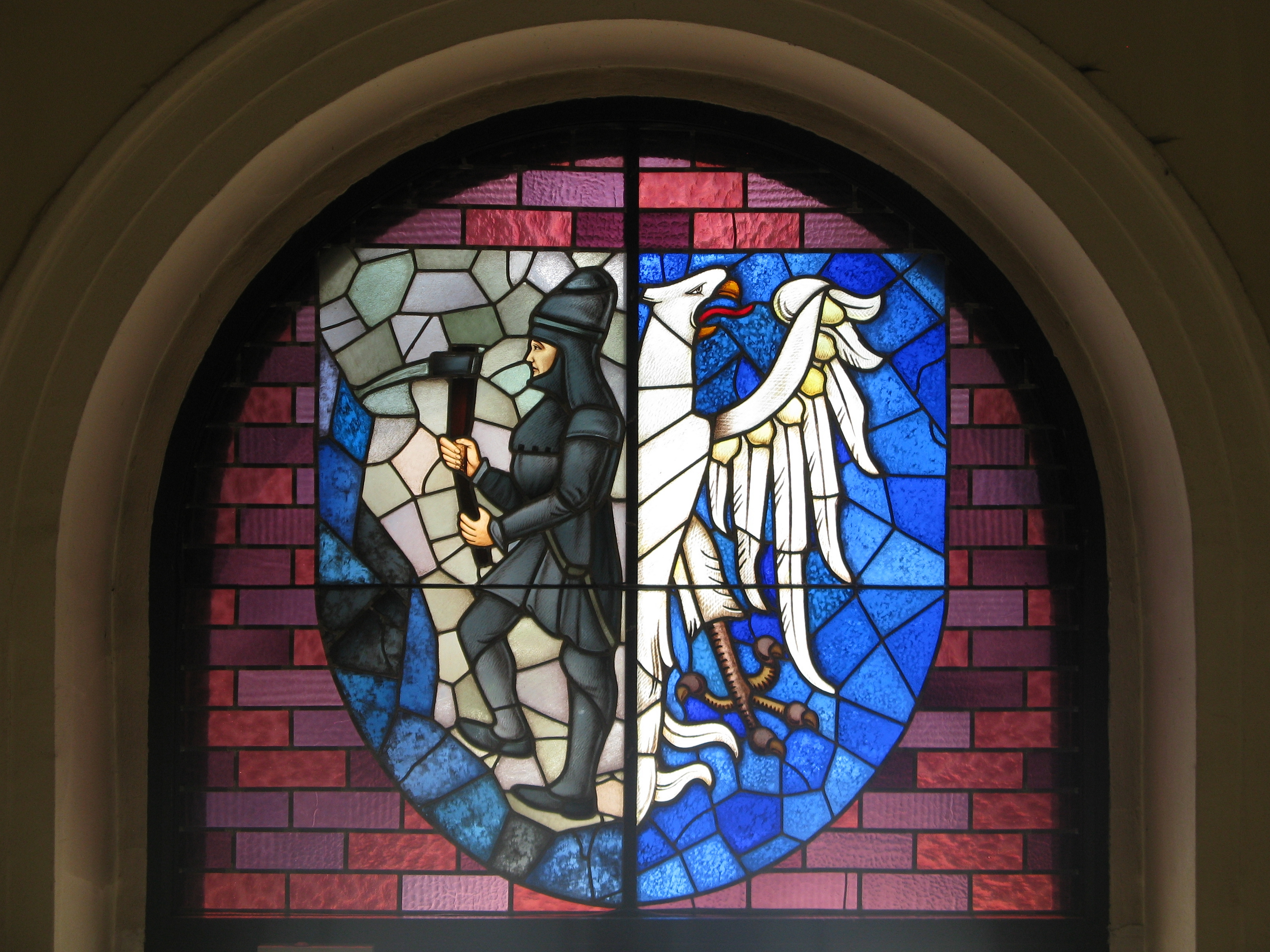
Witraż z herbem Bytomia nad głównym wejściem (2018)